# دارک هجز

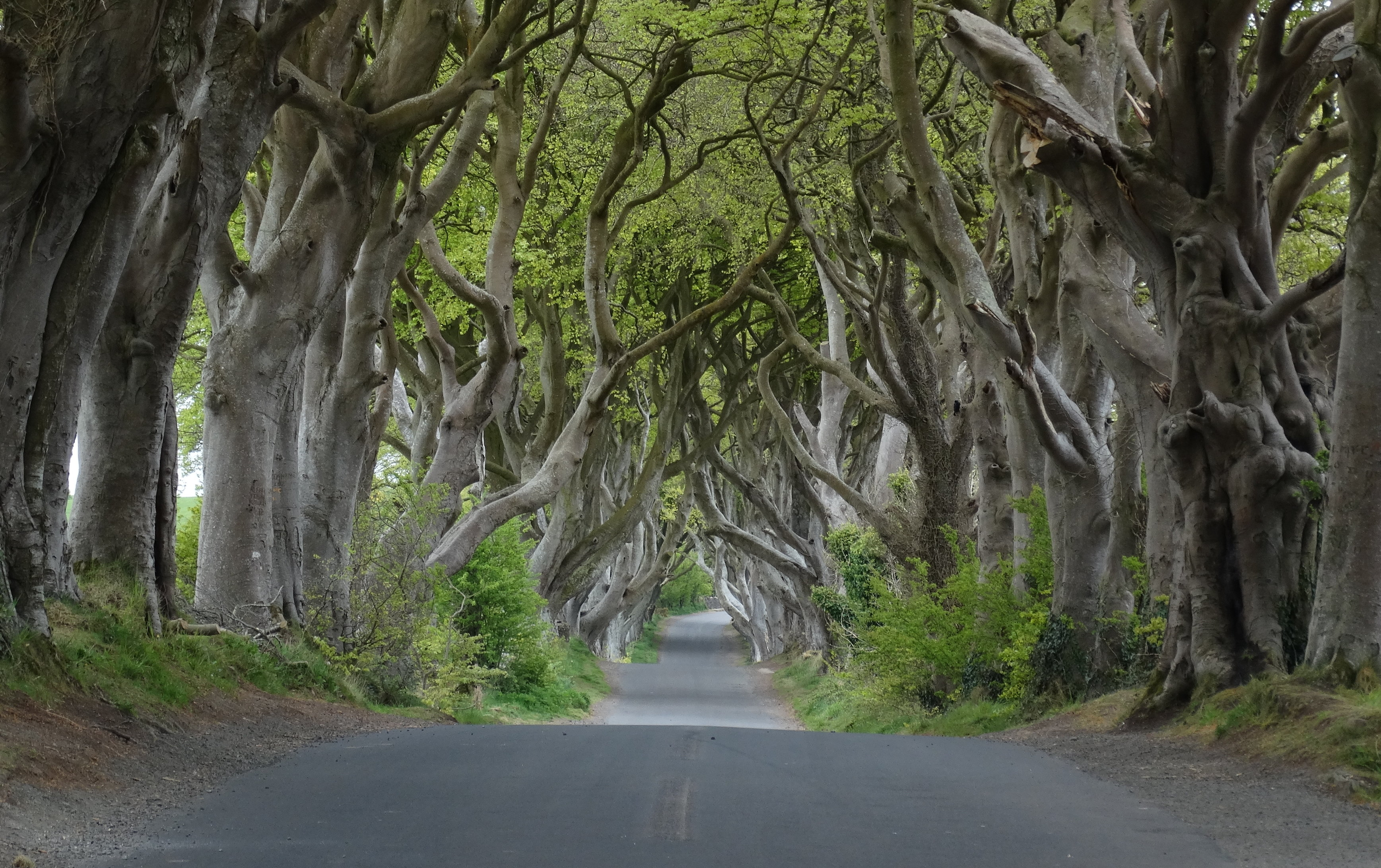
دارک هجز در سال ۲۰۱۶

دارک هجز خیابانی از درختان راش در امتداد جاده برگاگ بین آرموی و استرانوکوم در شهرستان آنتریم، ایرلند شمالی است. ردیف درختان این خیابان، یک تونل را تشکیل می‌دهند که به عنوان مکانی در سریال تلویزیونی محبوب اچ‌بی‌او یعنی بازی تاج‌وتخت استفاده شده است که منجر به تبدیل شدن این خیابان به یک جاذبه توریستی محبوب شده است.

## اصل و نسب
حوالی سال ۱۷۷۵ جیمز استوارت خانه جدیدی به نام خانه گریس هیل به نام همسرش گریس لیند ساخت. وی در امتداد جاده ورودی به این خانه بیش از ۱۵۰ درخت راش اروپایی کاشت تا جلوه‌ای باشکوه ایجاد کند.

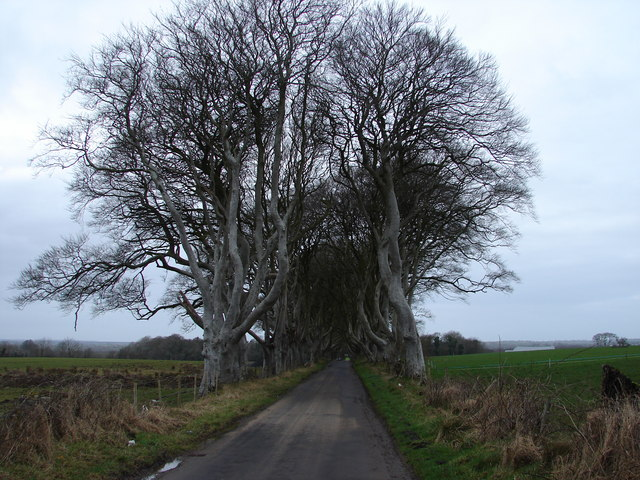
نمای دارک هجز، آنطوری که از نزدیک در امتداد جاده برگاگ دیده می‌شود